# Марлтон (Мериленд)
Марлтон (енгл. Marlton) насељено је место без административног статуса у америчкој савезној држави Мериленд.

## Демографија
По попису из 2010. године број становника је 9.031, што је 1.233 (15,8%) становника више него 2000. године.
| Група             | 2000.         | 2010.         |
| Белци             | 2.954 (37,9%) | 1.122 (12,4%) |
| Афроамериканци    | 4.327 (55,5%) | 7.249 (80,3%) |
| Азијати           | 122 (1,6%)    | 139 (1,5%)    |
| Хиспаноамериканци | 189 (2,4%)    | 234 (2,6%)    |
| Укупно            | 7.798         | 9.031         |